# Șpîciînți, Rujîn
Șpîciînți (în ucraineană Шпичинці) este o comună în raionul Rujîn, regiunea Jîtomîr, Ucraina, formată numai din satul de reședință.

## Demografie
Componența lingvistică a comunei Șpîciînți
     Ucraineană (98,58%)
     Rusă (1,42%)
Conform recensământului din 2001, majoritatea populației comunei Șpîciînți era vorbitoare de ucraineană (98,58%), existând în minoritate și vorbitori de rusă (1,42%).